# Temporada da Liga Grega de Basquetebol de 2017–18
A Liga Grega de Basquetebol de 2017-18 foi a 78ª edição da máxima competição grega de basquetebol masculino, sendo a 25ª edição organizada pela Associação Helênica de Clubes (em grego:  Ελληνικός Σύνδεσμος Ανωνύμων Καλαθοσφαιρικών Εταιρειών, ΕΣΑΚΕ). A equipe do Panathinaikos Superfooods Atenas é o atual campeão e historicamente o maior campeão grego.

## Equipes Participantes
Após o término da época 2016-17, Apollon Patras e Doxa Lefkadas foram rebaixados para a 2ª divisão por ocasião de serem os últimos na tabela, ao mesmo que Panionios e o GSL Faros foram promovidos por seu desempenho esportivo.
| Equipe                | Localização     | Arena                       | Capacidade |
| --------------------- | --------------- | --------------------------- | ---------- |
| AEK                   | Marusi (Atenas) | OAKA                        | 18.500     |
| Aris                  | Salonica        | Nick Galis Hall             | 5.138      |
| GSL Faros             | Lárissa         | Larissa Indoor Hall         | 4.000      |
| Kolossos              | Rodes           | Venetoklio Indoor Hall      | 1.242      |
| Koroivos              | Amaliada        | Amaliada Indoor Hall        | 2.000      |
| Kymis                 | Kymi            | Tasos Kabouris Kanithou     | 1.620      |
| Lavrio                | Lavrio          | Lavrio Indoor Hall          | 1.700      |
| Olympiacos            | Pireu           | Estádio da Paz e da Amizade | 11.640     |
| Panathinaikos         | Marusi (Atenas) | OAKA                        | 18.500     |
| Panionios             | Atenas          | Nea Smyrni Indoor Hall      | 2.000      |
| PAOK                  | Salonica        | Paok Sports Arena           | 8.162      |
| Promitheas Patras     | Patras          | Dimitris Tofalos Arena      | 4.150      |
| Rethymno Cretan Kings | Retimno         | Rethymno Indoor Hall        | 1.600      |
| Trikala Aries         | Trikala         | Trikala Indoor Hall         | 2.500      |

## Formato de Competição
Disputa-se Temporada Regular com as equipes enfrentando-se em casa e fora de casa, apurando os dois melhores que se classificam diretamente para os playoffs semifinais, os terceiro e quarto colocados para as quartas de finais e do quinto ao oitavo colocados para a primeira fase de playoffs.

## Primeira Fase

### Calendário Temporada Regular
| Casa\Visitante        | AEK    | ARI   | FAR    | KOL   | KOR   | KYM    | LAV     | OLY    | PTK    | PAN   | PAO    | PAT    | CRE    | TRK    |
| --------------------- | ------ | ----- | ------ | ----- | ----- | ------ | ------- | ------ | ------ | ----- | ------ | ------ | ------ | ------ |
| AEK                   |        | 73-64 | 106-79 | 95-79 | 86-60 | 82-76  | 96-86   | 66-62  | 74-94  | 83-73 | 72-81  | 75-76  | 81-74  | 91-72  |
| Aris                  | 64-62  |       | 71-60  | 72-86 | 66-68 | 60-73  | 80-69   | 55-80  | 70-88  | 60-48 | 65-66  | 68-64  | 70-52  | 82-63  |
| GSL Faros             | 75-86  | 81-76 |        | 79-77 | 82-78 | 80-91  | 80-87   | 83-95  | 52-89  | 98-68 | 101-89 | 81-89  | 70-89  | 77-70  |
| Kolossos              | 82-78  | 73-67 | 94-74  |       | 86-71 | 68-81  | 71-77   | 54-72  | 71-72  | 70-62 | 76-79  | 70-89  | 64-63  | 78-60  |
| Koroivos              | 75-77  | 71-55 | 73-55  | 79-76 |       | 101-87 | 67-91   | 54-104 | 49-86  | 68-67 | 87-91  | 78-71  | 102-97 | 82-85  |
| Kymis                 | 77-79  | 94-69 | 70-71  | 93-89 | 62-60 |        | 94-81   | 56-85  | 73-90  | 95-83 | 88-85  | 68-73  | 82-76  | 72-63  |
| Lavrio                | 80-72  | 70-71 | 77-55  | 80-62 | 80-69 | 78-65  |         | 68-84  | 57-111 | 83-73 | 90-72  | 101-87 | 78-77  | 117-87 |
| Olympiacos            | 100-86 | 86-66 | 100-69 | 83-73 | 97-76 | 93-78  | 91-62   |        | 68-71  | 87-65 | 96-77  | 104-69 | 90-72  | 86-51  |
| Panathinaikos         | 115-85 | 84-63 | 103-70 | 87-63 | 92-57 | 87-64  | 120-118 | 68-61  |        | 97-53 | 89-74  | 96-64  | 91-69  | 87-56  |
| Panionios             | 71-69  | 81-87 | 74-66  | 70-90 | 70-59 | 91-92  | 72-71   | 73-79  | 66-89  |       | 67-81  | 80-87  | 96-64  | 82-76  |
| PAOK                  | 86-65  | 63-57 | 91-51  | 70-56 | 92-63 | 94-83  | 92-87   | 78-71  | 74-91  | 92-74 |        | 73-79  | 80-72  | 58-54  |
| Promitheas Patras     | 76-86  | 70-40 | 91-80  | 76-80 | 75-70 | 93-82  | 98-87   | 73-87  | 91-108 | 69-58 | 81-68  |        | 94-72  | 88-71  |
| Rethymno Cretan Kings | 90-95  | 80-73 | 91-84  | 89-61 | 95-90 | 83-73  | 73-95   | 66-86  | 69-103 | 90-78 | 73-79  | 82-78  |        | 103-67 |
| Trikala Aries         | 71-82  | 64-83 | 65-74  | 59-86 | 71-59 | 60-71  | 91-79   | 73-98  | 66-96  | 76-81 | 87-78  | 68-87  | 76-86  |        |

### Classificação Fase Regular
| Pos. | Clube                 | J  | V  | D  | P+ : P- (dif)    | Classificação                |
| ---- | --------------------- | -- | -- | -- | ---------------- | ---------------------------- |
| 1    | Panathinaikos         | 26 | 26 | 0  | 2404:1777 (+627) | Playoffs                     |
| 2    | Olympiacos            | 26 | 22 | 4  | 2245:1781 (+464) | Playoffs                     |
| 3    | Promitheas Patras     | 26 | 17 | 9  | 2081:2013 (+68)  | Playoffs                     |
| 4    | P.A.O.K. Salónica     | 26 | 17 | 9  | 2063:1975 (+88)  | Playoffs                     |
| 5    | AEK                   | 26 | 15 | 11 | 2082:2031 (+51)  | Playoffs                     |
| 6    | Lavrio                | 26 | 14 | 12 | 2149:2110 (+39)  | Playoffs                     |
| 7    | Kymis                 | 26 | 14 | 12 | 2026:2032 (-6)   | Playoffs                     |
| 8    | Kolossos              | 26 | 11 | 15 | 1934:1977 (-43)  | Playoffs                     |
| 9    | Aris Salónica         | 26 | 10 | 16 | 1754:1869 (-115) |                              |
| 10   | Rethymno Cretan Kings | 26 | 10 | 16 | 2047:2136 (-89)  |                              |
| 11   | GSL Faros             | 26 | 8  | 18 | 1927:2190 (-263) |                              |
| 12   | Panionios             | 26 | 7  | 19 | 1876:2078 (-202) |                              |
| 13   | Koroivos              | 26 | 7  | 19 | 1824:2082 (-258) | Rebaixados para a 2ª Divisão |
| 14   | Trikala Aries         | 26 | 4  | 22 | 1802:2163 (-361) | Rebaixados para a 2ª Divisão |

## Playoffs

### Confrontos
|  | Quartas-de-final | Quartas-de-final     | Quartas-de-final  |                  |                      | Semifinais | Semifinais | Semifinais |  |  | Final | Final                | Final |
|  |                  |                      |                   |                  |                      |            |            |            |  |  |       |                      |       |
|  |                  | Panathinaikos Atenas | 2                 |                  |                      |            |            |            |  |  |       |                      |       |
|  |                  | Kolossos Rodes       | 0                 |                  |                      |            |            |            |  |  |       |                      |       |
|  |                  | Kolossos Rodes       | 0                 |                  | Panathinaikos Atenas | 3          |            |            |  |  |       |                      |       |
|  |                  |                      |                   |                  | Panathinaikos Atenas | 3          |            |            |  |  |       |                      |       |
|  |                  |                      | P.A.O.K. Salônica | 0                |                      |            |            |            |  |  |       |                      |       |
|  |                  | P.A.O.K. Salônica    | P.A.O.K. Salônica | 0                | 2                    |            |            |            |  |  |       |                      |       |
|  |                  | P.A.O.K. Salônica    |                   |                  | 2                    |            |            |            |  |  |       |                      |       |
|  |                  | AEK Atenas           | 0                 |                  |                      |            |            |            |  |  |       |                      |       |
|  |                  |                      |                   |                  |                      |            |            |            |  |  |       | Panathinaikos Atenas | 3     |
|  |                  |                      |                   | Olympiacos Pireu | 2                    |            |            |            |  |  |       |                      |       |
|  |                  | Olympiacos Pireu     | 2                 |                  |                      |            |            |            |  |  |       |                      |       |
|  |                  | Kymis Seajets        | 0                 |                  |                      |            |            |            |  |  |       |                      |       |
|  |                  | Kymis Seajets        | 0                 |                  | Olympiacos Pireu     | 3          |            |            |  |  |       |                      |       |
|  |                  |                      |                   |                  | Olympiacos Pireu     | 3          |            |            |  |  |       |                      |       |
|  |                  |                      | Promitheas Patras | 0                |                      |            |            |            |  |  |       |                      |       |
|  |                  | Promitheas Patras    | Promitheas Patras | 0                | 2                    |            |            |            |  |  |       |                      |       |
|  |                  | Promitheas Patras    |                   |                  | 2                    |            |            |            |  |  |       |                      |       |
|  |                  | Lavrio Megabolt      | 0                 |                  |                      |            |            |            |  |  |       |                      |       |

#### Quartas de final
| Time 1               | Série | Time 2          | 1º Jogo | 2º Jogo | 3º Jogo | 4º Jogo | 5º Jogo |
| -------------------- | ----- | --------------- | ------- | ------- | ------- | ------- | ------- |
| Panathinaikos Atenas | 2 - 0 | Kolossos Rodes  | 96-65   | 87-69   |         |         |         |
| P.A.O.K. Salônica    | 2 - 0 | AEK Atenas      | 78-74   | 93-88   |         |         |         |
| Olympiacos Pireu     | 2 - 0 | Kymis Seajets   | 78-75   | 88-67   |         |         |         |
| Promitheas Patras    | 2 - 0 | Lavrio Megabolt | 75-70   | 79-77   |         |         |         |

#### Semifinal
| Time 1               | Série | Time 2            | 1º Jogo | 2º Jogo | 3º Jogo | 4º Jogo | 5º Jogo |
| -------------------- | ----- | ----------------- | ------- | ------- | ------- | ------- | ------- |
| Panathinaikos Atenas | 3 - 0 | P.A.O.K. Salônica | 92-79   | 84-67   | 88-72   |         |         |
| Olympiacos Pireu     | 3 - 0 | Promitheas Patras | 108-71  | 89-88   | 89-56   |         |         |

#### Final
| Time 1               | Série | Time 2           | 1º Jogo | 2º Jogo | 3º Jogo | 4º Jogo | 5º Jogo |
| -------------------- | ----- | ---------------- | ------- | ------- | ------- | ------- | ------- |
| Panathinaikos Atenas | 3 - 2 | Olympiacos Pireu | 65-75   | 71-66   | 73-58   | 76-92   | 84-70   |

## Clubes gregos em competições europeias
| Clube         | Competição        | Resultado                                           |
| ------------- | ----------------- | --------------------------------------------------- |
| Olympiacos    | EuroLiga          | Eliminado nas quartas de finais por Žalgiris Kaunas |
| Panathinaikos | EuroLiga          | Eliminado nas quartas de finais por Real Madrid     |
| AEK           | Liga dos Campeões | Campeão                                             |
| Aris          | Liga dos Campeões | Temporada regular (4v-10d 8º colocado Gr.D)         |
| PAOK          | Liga dos Campeões | Eliminado nas oitavas de finais pelo Karşıyaka      |